# Saint-Mandé-sur-Brédoire
Saint-Mandé-sur-Brédoire è un comune francese di 322 abitanti situato nel dipartimento della Charente Marittima nella regione della Nuova Aquitania.

## Società

### Evoluzione demografica
Abitanti censiti